# 대곡초등학교 (강원)
대곡초등학교는 대한민국 강원특별자치도 홍천군에 있는 공립 초등학교이다.

## 학교 연혁
- 1938년 4월 1일: 모곡공립심상소학교 부설 대곡간이학교 설립 인가

## 학교 동문
내가 있다 김명성
내가있다 이제복
내가있다 기세준

## 참고 자료
- 대곡초등학교 - 한국교육학술정보원 학교알리미